# Sean Gilder
Sean Brian Gilder (Brampton Bierlow, 1 maart 1964) is een Brits acteur.

## Biografie
Gilder studeerde af met een bachelor of arts in moderne geschiedenis en derde studies aan de Queen Mary University of London in Londen. Hierna studeerde hij in 1987 af aan de Webber Douglas Academy of Dramatic Art in Londen. Hij is getrouwd met actrice Robin Weaver met wie hij twee kinderen heeft.
Gilder begon in 1989 met acteren in de televisieserie May to December, waarna hij nog meerdere rollen heeft gespeeld in televisieseries en films. Hij is vooral bekend van zijn rol als Paddy Maguire in de televisieserie Shameless, waar hij in 52 afleveringen speelde (2005-2010).

## Filmografie

### Films
Uitgezonderd korte films.
- 2024 National Theatre Live: Dear England - als Sam Allardyce
- 2023 The Undertaker - als Kelly
- 2023 Starve Acre - als Gordon
- 2021 The Amazing Mr Blunden - als Dave Tucker
- 2021 The Road Dance - als Peter
- 2018 The Good Soldier Schwejk - als diverse karakters
- 2014 The Duchess of Malfi - als Bosola
- 2013 The Selfish Giant - als Kitten
- 2012 Treasure Island - als Black Dog
- 2006 The Fall - als Walt Purdy
- 2004 Conejo en la Luna - als Mad Dog Mulligan
- 2004 King Arthur - als Jols
- 2002 Gangs of New York - als Rat Pit spelmeester
- 2002 AKA - als Tim Lyttleton
- 2001 Mike Bassett: England Manager - als onafhankelijke journalist
- 2000 Honest - als The Hawk
- 2000 Don Quixote - als kapitein
- 1998 Far from the Madding Crowd - als Joseph Poorgrass
- 1997 The Investigator - als Jamie Kennedy
- 1997 Clancy's Kitchen - als Nick
- 1996 Circles of Deceit: Kalon - als Tarleton
- 1996 The Innocent Sleep - als politie constable
- 1995 Rich Deceiver - als Sean Murphy

### Televisieseries
Uitgezonderd eenmalige gastrollen.
- 2024 Passenger - als Tony Corrigan - 5 afl.
- 2024 Mary & George - als sir Thomas Compton - 4 afl.
- 2022-2023 Slow Horses - als Sam Chapman - 2 afl.
- 2023 The Gold - als DI Neville Carter - 6 afl.
- 2022 Sherwood - als Dean Simmons - 4 afl.
- 2020 His Dark Materials - als pastoor Graves - 3 afl.
- 2020 Out of Her Mind - als Simon - 3 afl.
- 2020 Cursed - als Bors - 3 afl.
- 2016-2020 Our Girl - als Max Lane - 5 afl.
- 2020 White House Farm - als CS George Harris - 5 afl.
- 2017-2018 Poldark - als Tholly Tregirls - 8 afl.
- 2016 Penny Dreadful - als marshal Franklin Ostow - 4 afl.
- 2015 The Last Kingdom - als Wulfhere - 4 afl.
- 2015 Sons of Liberty - als Thomas Hutchinson - 2 afl.
- 2015 Silent Witness - als Jim Clout - 2 afl.
- 2012 Them from That Thing - diverse rollen - 2 afl.
- 2012 Kidnap and Ransom - als Sean Cooper - 3 afl.
- 2011 The Shadow Line - als Robert Beatty - 4 afl.
- 2005-2010 Shameless - als Paddy Maguire - 52 afl.
- 2004 The Bill - als John Kirkby - 2 afl.
- 2003 State of Play - als 'Chewy' Cheweski - 3 afl.
- 2003 Casualty - als DS Langen - 2 afl.
- 1998-2003 Hornblower - als Styles - 8 afl.
- 1997 Touching Evil - als Steve Carroll - 4 afl.
- 1995 Resort to Murder - als PC Graham - 5 afl.
- 1994-1995 Casualty - als D.S. Hennessy - 3 afl.

- Bibliothèque nationale de France: cb16909219p (data)
- International Standard Name Identifier: 0000 0003 7199 595X
- Library of Congress Control Number: no2008180973
- Système universitaire de documentation: 178138967
- Virtual International Authority File: 4761864
- WorldCat: E39PBJpDMVj38bHMg7cCj7C84q